# Кириак Костанди
Кириак Константинович Костанди (на украински: Киріа́к Костянти́нович Коста́нді) е украински художник и педагог от гръцки произход, передвижник, реалист и импресионист.

## Биография

### Детство и юношество
Кириак Костанди е роден на 21 септември/3 октомври 1852 г. в село Дофиновка, Херсонска губерния, близо до Одеса. Баща му Константин Константиниди Василкети е гръцки преселник от Санторини, който в Русия се жени за Фотине Филиолог, дъщеря на рибар, също гръцки преселник. Семейството има 9 деца, от които Кириак е шестото. Фамилията Костанди се явява като видоизменено произношение на бащиното име на Константин Василкети.
Бащата умира когато момчето е на 9 години. Когато става 10-годишен, Кириак заминава за Одеса и започва работа в магазин за хранителни стоки и във винарска изба. В свободното си време рисува по стените с тебешир, въглен или молив, отразявайки ситуации, случили се през деня. През 1868 г. фотографът Бюлов случайно вижда тези рисунки и наема момчето в ателието си като ретушьор. Кириак приема двете години, прекарани в ателието, като начало на своето художествено образование.
През 1870 започва да посещава безплатния неделен клас към Одеското рисувално училище, а на следващата година става постоянен ученик. В автобиографията си художникът пише, че има прекрасни спомени от преподавателите си Луиджи Йорини, Фридрих Малман и Бауер. Завършва училището през 1873 г. със сребърен медал за представените 5 маслени портрета, 4 натюрморта и 6 рисунки с молив.

### Императорска художествена академия
През 1874 г. постъпва в Императорската художествена академия в Петербург с помощта на Иван Айвазовски и с материалната подкрепа на гръцкия консул в Одеса. Учи в класа на Павел Чистяков и едновременно с това посещава педагогическия курс към Академията за подготовка на преподаватели по рисуване. Участва в художествен кръжок, често посещаван от Чистяков, Иван Крамской, Иля Репин и Архип Куинджи, които оказват сериозно влияние върху развитието на студентите. Финансово си помага като преподава уроци по рисуване и рядко с поръчки за копиране на картини. По време на обучението си получава няколко медала – два малки сребърни поощрителни (1876) и два сребърни (1879 и 1881). Костанди често се подготвя и самостоятелно като копира картини на Тициан и Рубенс. Влияние върху творчеството му оказват още произведенията на френските живописци Камий Коро, Нарцис Диас, Шарл-Франсоа Добини и Жан-Франсоа Миле, някои от картините на коите са изложени в Кушелевската галерия в града.
Завършва академията през 1882 г. със званието класен художник трета степен. Още докато е студент получава предложение за работа в Одеското рисувално училище, където по-късно работи като старши преподавател до края на живота си.

### Пътувания
В началото на 1887 г. художникът успява да осъществи голямото си желани да пътува зад граница. Заминава с братята Николай и Дмитрий Кузнецови, с които посещава Франция, Германия, Австрия и Италия. През есента на 1894 г. заминава за втори път за чужбина, придружен от художниците Евгений Буковецки и Пьотър Нилус. Посещават Франция, Австрия и Германия. През 1900 г. отново пътува из Европа, този път с група южноруски художници, между които са Леонид Пастернак, Герасим Головков, Александър Стилиануди и отново Пьотър Нилус. Минават през Виена, Мюнхен и Швейцария, но основната им цел е посещение на Световното изложение в Париж. На него Костанди участва с картината „Ранна пролет“, за която получава бронзов медал.

### Одеса
През 1885 г., след 10-годишно пребиваване в Петербург, художникът се завръща и установява в Одеса. Работи като преподавател в Одеското рисувално училище, където създава собствена, модерна програма за обучение. Той е талантлив и обичан педагог, помогнал за израстването на десетки художници, някои от които стават известни живописци – Пьотър Нилус, Митрофан Греков, Исак Бродски, Алексей Шовкуненко, Степан Колесников и други.
Участва в изложбите на Передвижниците от 1884 г., а от 1897 става член на обединението. През 1890 г. участва в създаването на ТЮРХ (Дружество на южноруските художници) и е постоянен експонент в техните изложби, а от 1902 е несменяем председател на организацията. Той е един от учредителите на създаденото през 1897 г. Одеско литературно-артистично общество. Костанди е и от организаторите на Градския музей за изящни изкуства (днес Одески художествен музей), на който по-късно, през 1917 г., става директор.
През 1889 художникът се жени за Ефросина Княжевая и участва с неин портрет в първата изложба на ТЮРХ. За първи път рисува неин портрет веднага, след като се запознават. Семейството има 9 деца – Анна (1890), Павел (1892), Андрей (1893), Елена (1895), Мария (1896), Любов (1897), Серафима (1900) и Михаил (1901). Две от децата умират в много ранна възраст.
През 1899 г. Костанди получава званието професор и води клас по живопис на статив. През 1907 г. получава званието академик от Императорската художествена академия в Петербург, „за известност в художественото поприще“. Три години по-късно в Одеса широко е отбелязана 25-годишнината на Костанди като художник и преподавател. След революцията работи като експерт в местната комисия за защита на старинните паметници и участва в реорганизацията на училищата и Музея на изящните изкуства.
През декември 1920 художникът развива сърдечно заболяване, а от следващата година вече не е в състояние да преподава. Умира на 3/31 октомври 1921 г. и е погребан в Първо одеско хистиянско гробище. 14 години по-късно, по време на кампания по разграбване и разрушаване на гробището, учениците и приятелите му успяват да пренесат и погребат отново останките му във Второ християнско одеско гробище.

## Творчество
Кириак Костанди е привърженик на реализма, но, заедно с това, внася в творбите си и елементи на импресионизма. Художникът не обича да създава големи платна и всичките му картини са неголеми по размер. Една от главните теми, над които работи са пейзажите от покрайнините на Одеса. Майстор е и в рисуването на портрети, от които оставя доста голям брой – „Портрет на старица“ (1880-те), „Майката на художника“ (1887), „Момиче в синя пелерина“ (1888), незавършения „Портрет на Е.И. Буковецки“ (1889), „Портрет на Е.К. Костанди“ (1890), „Старица с кана“.
Костанди се смята за един от най-силните украински колористи, живял и творил в края на 19 и началото на 20 век. Прекрасен пленерист и пейзажист, той поддържа мнението, че решаващо условие за възпроизвеждане на действителността е предаването на осветеността, защото всичко, което съществува в природата, се различава едно от друго не само като колорит, но и по тоналност. Затова оттенъците в пейзажа зависят от изменението на осветеността в различните периоди от деня. При повечето му пейзажи, с течение на времето, светлината все по-често „поглъща“ персонажите в тях, още повече, че художникът харесва ефекта на сумрачното осветление, размиващ отчетливите контури на предметите. По-голямата част от пейзажите са рисувани в околностите на Одеса, където нестабилният, преливащ се елемент на светлината често доминира над конкретния изглед, който обикновено е много прост. Пример за този тип картини са „Вечер на реката“ (1889), „На здрачаване“ (1889), „Пейзаж с крави“ (1894), „Слънчев ден“ („Отдих“) (1906), „Гарги. Есен“ (1915). През 1902 г. на изложба на Южноруските художници представя картината си „Цъфтящи люляци“, закупена за Градския музей на Одеса за 1000 рубли. Интересно е, че живеейки край морето, Костанди никога не рисува морски пейзажи.
През 1883 г. художникът завършва първата си картина – „При болния приятел“, посветена на възпитаника на Академията К. Н. Кудрявцев, починал след завършване на Академията. За картината позират още Алексей Афанасиев и Николай Дубовской. Костанди дебютира с нея на ХІІ изложба на Передвижниците. По това време създава и портрета на К. Н. Кудрявцев, в който набляга на победата на силния дух над немощното тяло.
Летата на 1883 и 1884 художникът прекарва в Псковска и Новгородска губернии, където създава много етюди, посветени на северната природа. По тях по-късно рисува картините „Среща. Северен мотив“, „Великият четвъртък“ („На север“), „Край реката“ („Север“), „Край град Псков“ (1884) и други.
Жанровите картини на Костанди отразяват характерното за онова време „раздробяване“ на големите живописни сцени на лирически етюди. Такива са „При болния приятел“ (1884), „При хората“ (1885), „Прощаване“ (1885), „Болна на вилата“ (1888), „Старци“ (1891), „Тиха вечер“ (1896), „Късен здрач. Августовски ден“ („Жена с крава“) (1893), „Пред буря“ (Жена в каруца), „Ранна пролет“ (1896), „Овчарче“ (1918), „Момче с гъски“ (1918), „Вечер“ (1919), „Цигулар“ (1919), „Варене на конфитюр“.

## Памет
През ноември 1920 г., месец след смъртта му, е създаден Комитет за увековечаване паметта на майстора. Две години по-късно негови ученици и приятели основават Художествено общество „К. К. Костанди“, което съществува до 1929 г.
Докато художникът е жив, няма нито една самостоятелна изложба. Първата се състои посмъртно през 1924 г. и е организирана от Обществото „Костандни“. Следващи изложби са организирани през 1941 и 1952 в Одеса и през 1941 и 1977 в Киев. През 1996 г. Одеският художествен музей, съвместно с Гръцкия културен фонд, организират изложбата „Кириак Костанди, неговите ученици и други гръцки художници в Одеса“.
На 1 септември 2010 г. в двора на къщата на улица Пастьор № 46, където е живял Кириак Костанди, е издигнат негов паметник с автори скулптора Зоя Ломикина и арх. Владимир Бреславец. Малко по-късно на фасадата е поставена и мемориална плоча.
През 2017 на алеята на звездите в Одеса е поставена и звезда на Кириак Костанди.
- Портрет на съпругата му Ефросина Костанди
- Момиче в синя пелерина
- Портрет на Евгений Буковецки
- При хората
- Великият четвъртък
- Момче с гъски